# Harpalyce macrocarpa
Harpalyce macrocarpa är en ärtväxtart som beskrevs av Nathaniel Lord Britton och William M. Wilson. Harpalyce macrocarpa ingår i släktet Harpalyce och familjen ärtväxter. Inga underarter finns listade i Catalogue of Life.